# 鬼女

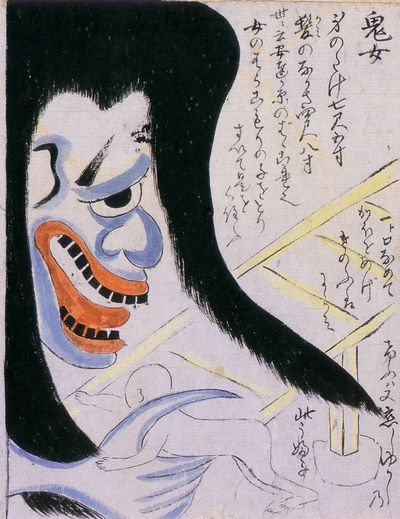
《土佐妖怪草紙》（作者不詳）中的《鬼女》

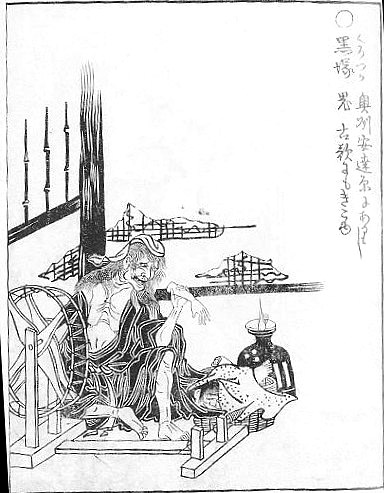
《畫圖百鬼夜行》中的黑塚鬼婆

鬼女（日语：きじょ）是日本民間傳說中的一種女鬼。

## 概要
一般來說，鬼女是因為宿業及怨念而化為鬼的人類女性、尤其是年輕的女性被如此稱呼，外表為老太婆的則被稱為鬼婆（日语：おにばば）或山姥。她們在日本古典書籍中的物語、昔話、傳說、藝能等都很常見，其中著名的有信州戸隠村（現在長野縣長野市的鬼無里村）的《紅葉傳說》、鈴鹿山的《鈴鹿御前》。
安達原的鬼婆（黑塚）雖然被稱呼為鬼婆、但也被認為是鬼女。另外土佐國（現在的高知縣）妖怪譚中的《土佐妖怪草紙》（作者不詳）有個以《鬼女》為題，敘述身高7尺5寸（約230厘米）、頭髮長達4尺8寸（約150厘米）的鬼女吃了孕婦胎兒的故事。這是本來發揚自福島縣的安達原鬼婆之傳說傳到了土佐以後、與當地的傳說一起流傳下來的結果。
內心像鬼一般殘酷無情的女性，在日本也被稱呼為鬼女。